# Song Yingzong

El emperador Yingzong.

Yingzong (16 de febrero de 1032-25 de enero de 1067) fue el quinto emperador de la dinastía Song de China. Su nombre era Zhao Zongshi y, posteriormente, fue cambiado a Zhao Shu. Reinó entre 1063 y 1067.
En 1055 el emperador Renzong cayó enfermo y como no tenía hijos vivientes se presentó un conflicto de sucesión. Luego de consultar a sus principales oficiales, Renzong aceptó traer a dos niños, hijos de miembros del clan imperial al palacio. Yingzong fue el decimotercer hijo de Zhao Yunrang (趙允讓) (995-1059), conocido póstumamente como Príncipe Pu Anyi (濮安懿王). Zhao Yunrang fue el primer director de la Gran Oficina de asuntos del clan imperial y el más importante miembro del clan en su momento. Más aún, Yunrang fue educado en el palacio como heredero potencial de Zhenzong antes del nacimiento de Renzong en 1010. Era primo del Emperador Renzong. El abuelo de Yingzong era Zhao Yuanfen ((趙元份) (969-1005), conocido póstumamente como Príncipe Shang Gongjing (商恭靖王), y hermano menor del Emperador Zhenzong. La madre de Yingzong, de la familia Ren (任), fue la tercera esposa del Príncipe Pu Anyi, y tenía el título de xianjun¹ de Xianyou (仙遊縣君).
El reino de Yingzong es recordado por la controversia sobre los rituales correctos que deben ser realizados para su padre. Yingzong Fue adoptado por Renzong y en este sentido Renzong era el padre de Yingzong. En un sentido biológico estríctio, Zhao Yunrang Fue el padre de Yingzong. Algunos oficiales deseaban que Zhao Yunrang recibiera el título de "Tío Imperial", sin embargo, Yingzong le dio el título de "Padre" con el apoyo de miembros de la corte. Esto representó un signo de conflicto durante el reino de Xiaozong que se extendió para los Grandes Ritos durante la Dinastía Ming.